# Fédération départementale des chasseurs
En France, la fédération départementale des chasseurs (FDC) est, dans chaque département, une association chargée de la prévention du braconnage, d'assurer la promotion et la défense de la chasse et de ses intérêts et de la gestion des espèces chassables. 
L'ordonnance du Maréchal Pétain, du 28 juin 1941, publiée au Journal officiel de l'Etat français (dénomination du Journal officiel sous le régime de Vichy) le 30 juillet 1941, crée les sociétés départementales des chasseurs. À la libération de la France, par arrêté du 25 février 1947, elles deviennent les fédérations départementales des chasseurs. Les fédérations départementales sont réunies en fédérations régionales et en une fédération nationale des chasseurs.
L'adhésion à la fédération de chasse est obligatoire pour un titulaire d'un permis de chasse.
La fédération est une structure de droit privé mais dont le régime juridique relève principalement du droit public. Comme toute association loi de 1901, le président de la fédérations de chasse est élu par le conseil d'administration de la fédération ; antérieurement à la loi du 26 juillet 2000, il était nommé par le ministre chargé de la chasse.
L'article L421-5 du code de l'environnement définit ses missions qui sont notamment la prévention du braconnage (jusqu'en 2003 c'était une mission de répression) ; des actions d'information, d'éducation cynégétique et d'appui technique à l'intention des gestionnaires des territoires et des chasseurs ; protéger et gérer la faune sauvage ainsi que ses habitats ; conduire des actions de prévention des dégâts de gibier et assurer l'indemnisation des dégâts de grand gibier, assurer la promotion et la défense de la chasse et des intérêts de leurs adhérents.

## Controverses
En 2015, le président de la Fédération départementale des chasseurs de l'Ariège, Jean-Luc Fernandez, est critiqué pour ses propos sur les populations d'ours bruns dans les Pyrénées, aux relents de créationnisme : « quant à la consanguinité que les écolos instrumentalisent pour trainer l’État en justice et voir lâchés de nouveaux ours, depuis Adam et Ève, nous savons bien qu’elle est sans effet sur les espèces ».
En décembre 2016, ce sont trois ex-cadres de la Fédération départementale des chasseurs de Haute-Saône, dont David Lombardot, ex-directeur, et Robert Putz, ancien président, qui sont condamnés par le tribunal correctionnel de Vesoul, à un an de prison ferme pour avoir donné l’ordre à des apprentis d’exécuter plus d’une centaine d’animaux protégés (chats sauvages et rapaces) dans le but de laisser proliférer le petit gibier chassable.